# استان ماها ساراکام
استان ماها ساراکام یکی از استانهای کشور تایلند است. مساحت آن ۵٬۲۹۱ کیلومترمربع می‌باشد. جمعیت این استان در سال ۲۰۰۰ بالغ بر ۹۴۷۰۰۰۰ نفر برآورد شده‌است.
استان ماها ساراخام از نظر تقسیمات کشوری بخشی از ناحیه شمال خاوری تایلند به حساب می‌آید. مرکز این استان شهر ماها ساراکام است.